# Anvin
Anvin és un municipi francès situat al departament del Pas de Calais i a la regió dels Alts de França. L'any 2007 tenia 832 habitants.

## Demografia

### Població
El 2007 la població de fet d'Anvin era de 832 persones. Hi havia 304 famílies de les quals 88 eren unipersonals (36 homes vivint sols i 52 dones vivint soles), 68 parelles sense fills, 116 parelles amb fills i 32 famílies monoparentals amb fills.
La població ha evolucionat segons el següent gràfic:
Habitants censats

### Habitatges
El 2007 hi havia 363 habitatges, 313 eren l'habitatge principal de la família, 35 eren segones residències i 15 estaven desocupats. 332 eren cases i 30 eren apartaments. Dels 313 habitatges principals, 184 estaven ocupats pels seus propietaris, 124 estaven llogats i ocupats pels llogaters i 5 estaven cedits a títol gratuït; 3 tenien una cambra, 15 en tenien dues, 44 en tenien tres, 83 en tenien quatre i 168 en tenien cinc o més. 238 habitatges disposaven pel capbaix d'una plaça de pàrquing. A 153 habitatges hi havia un automòbil i a 102 n'hi havia dos o més.

### Piràmide de població
La piràmide de població per edats i sexe el 2009 era:
| Homes | Edats   | Dones |
| ----- | ------- | ----- |
| 0     | 95 o +  | 0     |
| 0     | 90 a 94 | 0     |
| 8     | 85 a 89 | 8     |
| 0     | 80 a 84 | 0     |
| 4     | 75 a 79 | 28    |
| 8     | 70 a 74 | 12    |
| 20    | 65 a 69 | 28    |
| 24    | 60 a 64 | 24    |
| 12    | 55 a 59 | 12    |
| 16    | 50 a 54 | 32    |
| 20    | 45 a 49 | 28    |
| 36    | 40 a 44 | 36    |
| 12    | 35 a 39 | 16    |
| 16    | 30 a 34 | 16    |
| 28    | 25 a 29 | 20    |
| 28    | 20 a 24 | 48    |
| 24    | 15 a 19 | 24    |
| 32    | 10 a 14 | 24    |
| 32    | 5 a 9   | 32    |
| 20    | 0 a 4   | 12    |

## Economia
El 2007 la població en edat de treballar era de 503 persones, 332 eren actives i 171 eren inactives. De les 332 persones actives 271 estaven ocupades (165 homes i 106 dones) i 61 estaven aturades (32 homes i 29 dones). De les 171 persones inactives 36 estaven jubilades, 51 estaven estudiant i 84 estaven classificades com a «altres inactius».

### Ingressos
El 2009 a Anvin hi havia 317 unitats fiscals que integraven 838,5 persones, la mediana anual d'ingressos fiscals per persona era de 13.258 €.

### Activitats econòmiques
Dels 39 establiments que hi havia el 2007, 1 era d'una empresa extractiva, 2 d'empreses alimentàries, 4 d'empreses de fabricació d'altres productes industrials, 3 d'empreses de construcció, 8 d'empreses de comerç i reparació d'automòbils, 2 d'empreses de transport, 4 d'empreses d'hostatgeria i restauració, 1 d'una empresa financera, 1 d'una empresa immobiliària, 2 d'empreses de serveis, 7 d'entitats de l'administració pública i 4 d'empreses classificades com a «altres activitats de serveis».
Dels 12 establiments de servei als particulars que hi havia el 2009, 1 era una oficina de correu, 1 una oficina bancària, 2 tallers de reparació d'automòbils i de material agrícola, 3 lampisteries, 3 perruqueries i 2 restaurants.
Dels 4 establiments comercials que hi havia el 2009, 1 era un hipermercat, 1 una botiga de menys de 120 m², 1 una fleca i 1 una joieria.
L'any 2000 a Anvin hi havia 9 explotacions agrícoles.

## Equipaments sanitaris i escolars
L'únic equipament sanitari que hi havia el 2009 era una farmàcia.
El 2009 hi havia una escola elemental integrada dins d'un grup escolar amb les comunes properes formant una escola dispersa.

## Poblacions més properes
El següent diagrama mostra les poblacions més properes.